# Ecteninion
Ecteninion é um gênero de sinapsídeo da família Ecteniniidae do Triássico Superior da Argentina. Há uma única espécie descrita para o gênero Ecteninion lunensis. Seus restos fósseis, um crânio quase completo, foram encontrados em estratos do Carniano na formação Ischigualasto na província de San Juan.